# Pavonara
× Pavonara (abreviado Pvn) es un híbrido intergenérico entre los géneros de orquídeas Aspasia × Miltonia × Miltoniopsis × Odontoglossum. Fue publicado en Sander's List Orchid Hybrids Addendum 2002-2004: li (2005).